# Paul Daimler

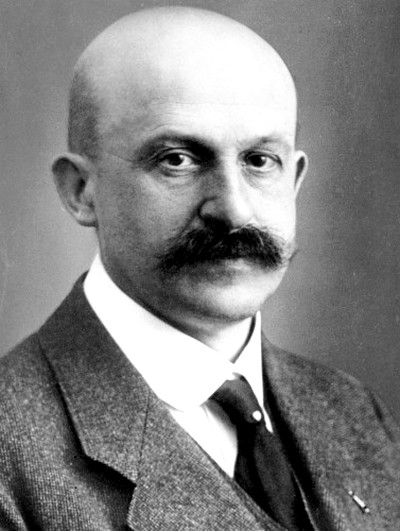
Paul Daimler um 1910

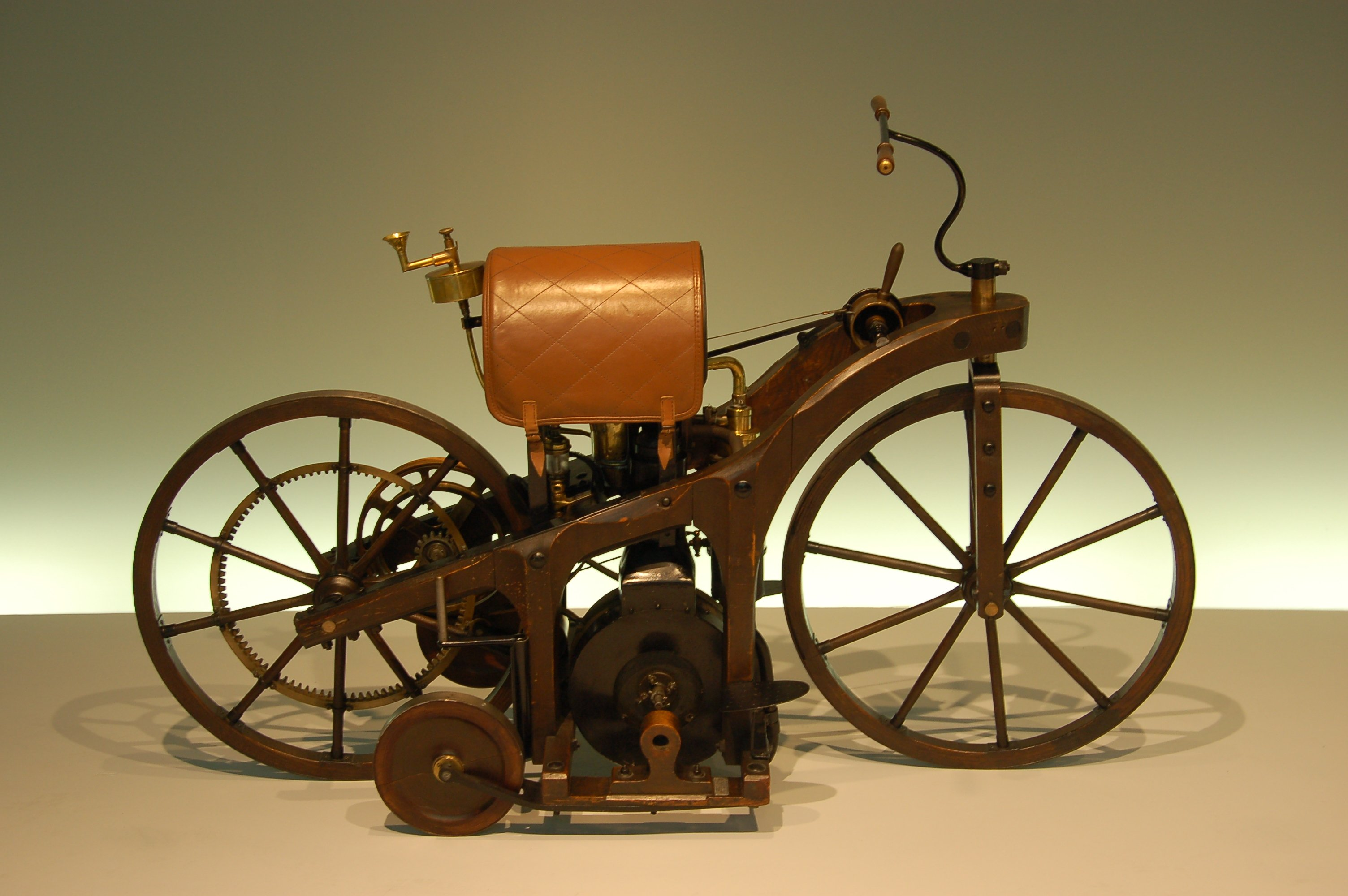
Daimlers Reitwagen im Mercedes-Benz Museum

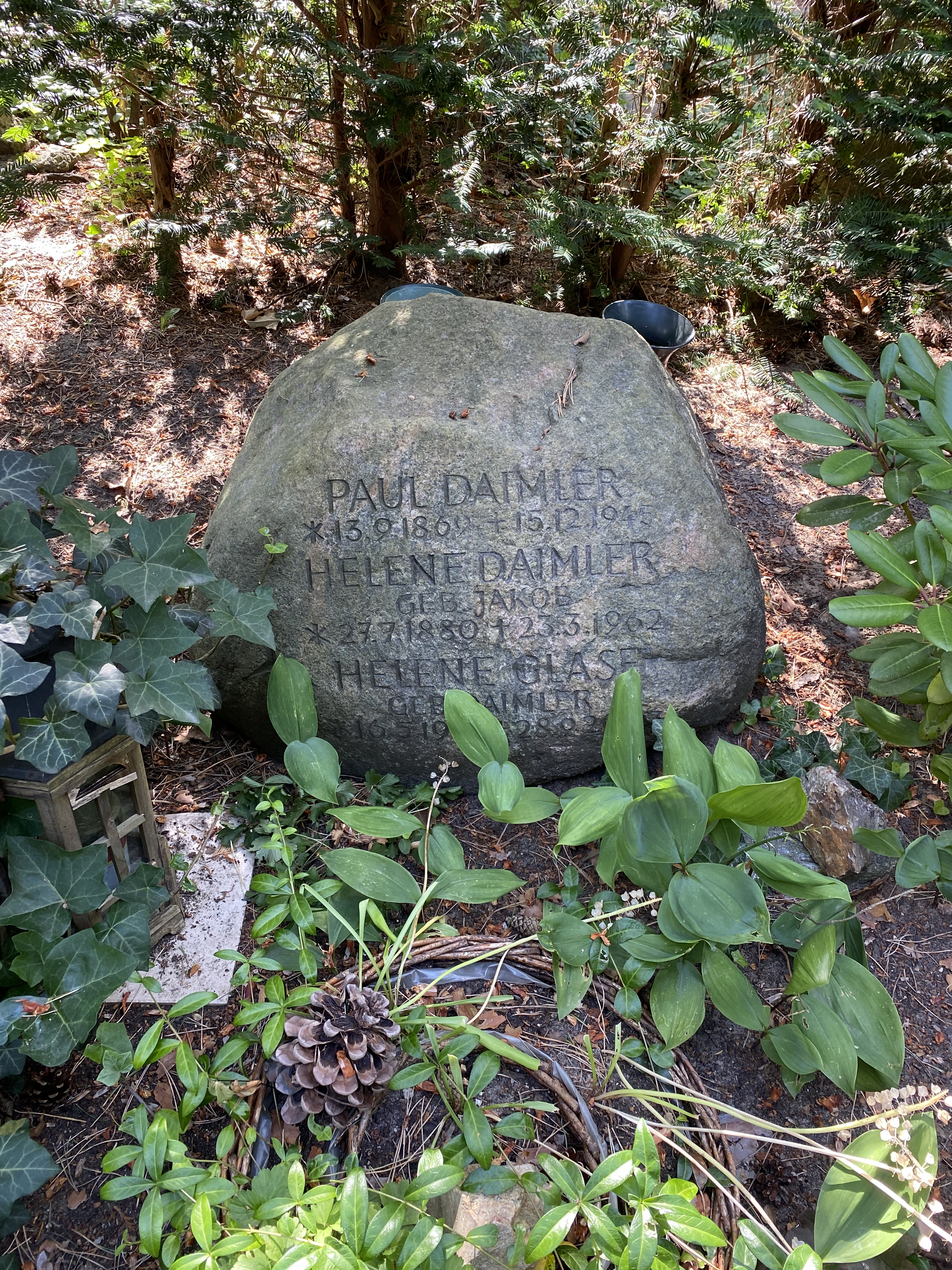
Grabstätte auf dem Waldfriedhof Dahlem

Paul Daimler (* 13. September 1869 in Karlsruhe; † 15. Dezember 1945 in Berlin) war ein deutscher Konstrukteur und ältestes der fünf Kinder von Gottlieb Daimler aus erster Ehe.

## Leben
Nach dem Studium am Kgl. Württ. Polytechnikum Stuttgart arbeitete er zunächst im väterlichen Betrieb in Cannstatt. Am 10. November 1885 unternahm er mit dem „Reitwagen“ seines Vaters, dem weltweit ersten Motorrad, eine Fahrt von Cannstatt nach Untertürkheim. 1886 konstruierte er das erste motorisierte Taxi.
1902 wurde Paul Daimler persönlich haftender Gesellschafter bei der Oesterreichischen Daimler-Motoren-Commanditgesellschaft (Austro-Daimler) in Wiener Neustadt und bekleidete dort den Posten des Technischen Leiters (Chefkonstrukteur). Er konstruierte u. a. den 1906 vorgestellten Austro-Daimler Panzerwagen mit Allradantrieb. Von 1907 bis 1922 war er Technischer Leiter der Daimler-Motoren-Gesellschaft in Stuttgart-Untertürkheim mit Werken in Berlin-Marienfelde und Sindelfingen (ab 1915).
Moritz Straus, der die Aktienmehrheit an der Argus Motoren Gesellschaft in Berlin und den Horchwerken in Zwickau besaß, stellte Paul Daimler zum 1. Juli 1923 als Chefkonstrukteur bei Argus ein, wo er bis 1928 neben den Flugmotoren auch für die Entwicklung der Horch-Triebwerke zuständig war. Ständiger Begleiter seines Schaffens sind heute die Hydrostößel, die im deutschen Automobilbau zuerst 1931 im Horch 670 verwendet wurden; in den USA kamen sie bereits 1930 im Sechzehnzylinder-V-Motor des Cadillac 452 zum Einsatz.
Paul Daimler wurde auf dem Waldfriedhof Dahlem beigesetzt. Die Grabstätte liegt im Feld 006-467.